# Myllypuro
Myllypuro (suédois : Kvarnbäcken) est une section du quartier de Vartiokylä d'Helsinki, la capitale de la Finlande.
Myllypuro est aussi un district qui ne contient que la section éponyme.

## Description

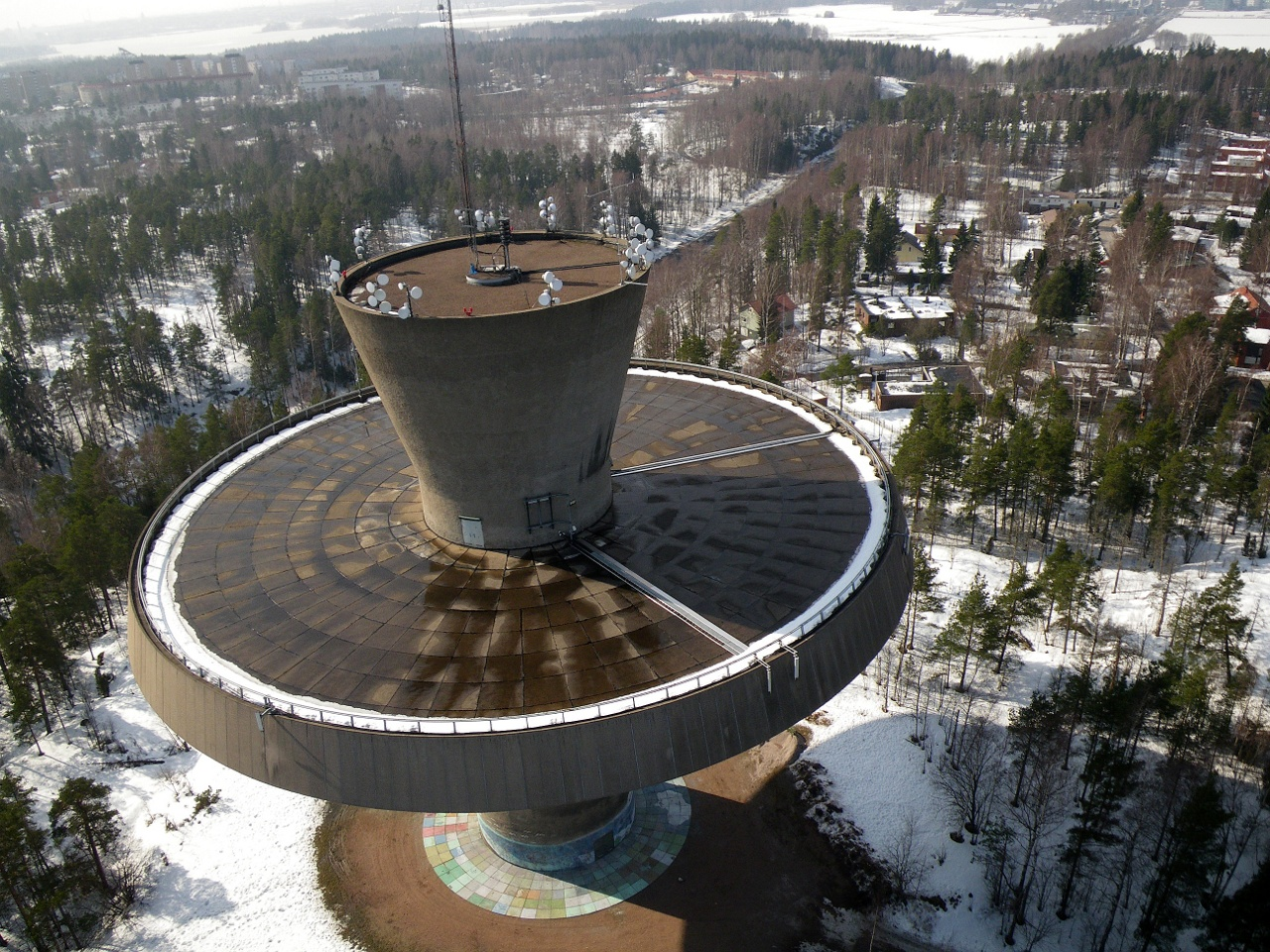
Le Château d'eau de Myllypuro.

Myllypuro a une superficie est de 2,19 km2, sa population s'élève à 9 613 habitants(1.1.2010) et il offre 1 381 emplois (31.12.2008).

## Le problème desdéchets dangereux
De 1954 à 1962 il y a une décharge située Rue  Alakiventie à Myllypuro. La décharge a une superficie d'environ 4,5 hectares et on y déverse des déchets ménagers et des rejets industriels tels que des  huiles industrielles, des métaux lourds et des déchets que l'on classerait de nos jours parmi les déchets polluants l'environnement comme les résidus de la société gazière d'Helsinki (en finnois : Helsingin kaupungin kaasulaitos) contenant du cyanure et des hydrocarbures aromatiques polycycliques.
Le problème de la décharge de déchets dangereux de Myllypuuro a dégradé l'image de Mylypuuro et a fait fortement chuter le prix de ses logements.

## Galerie

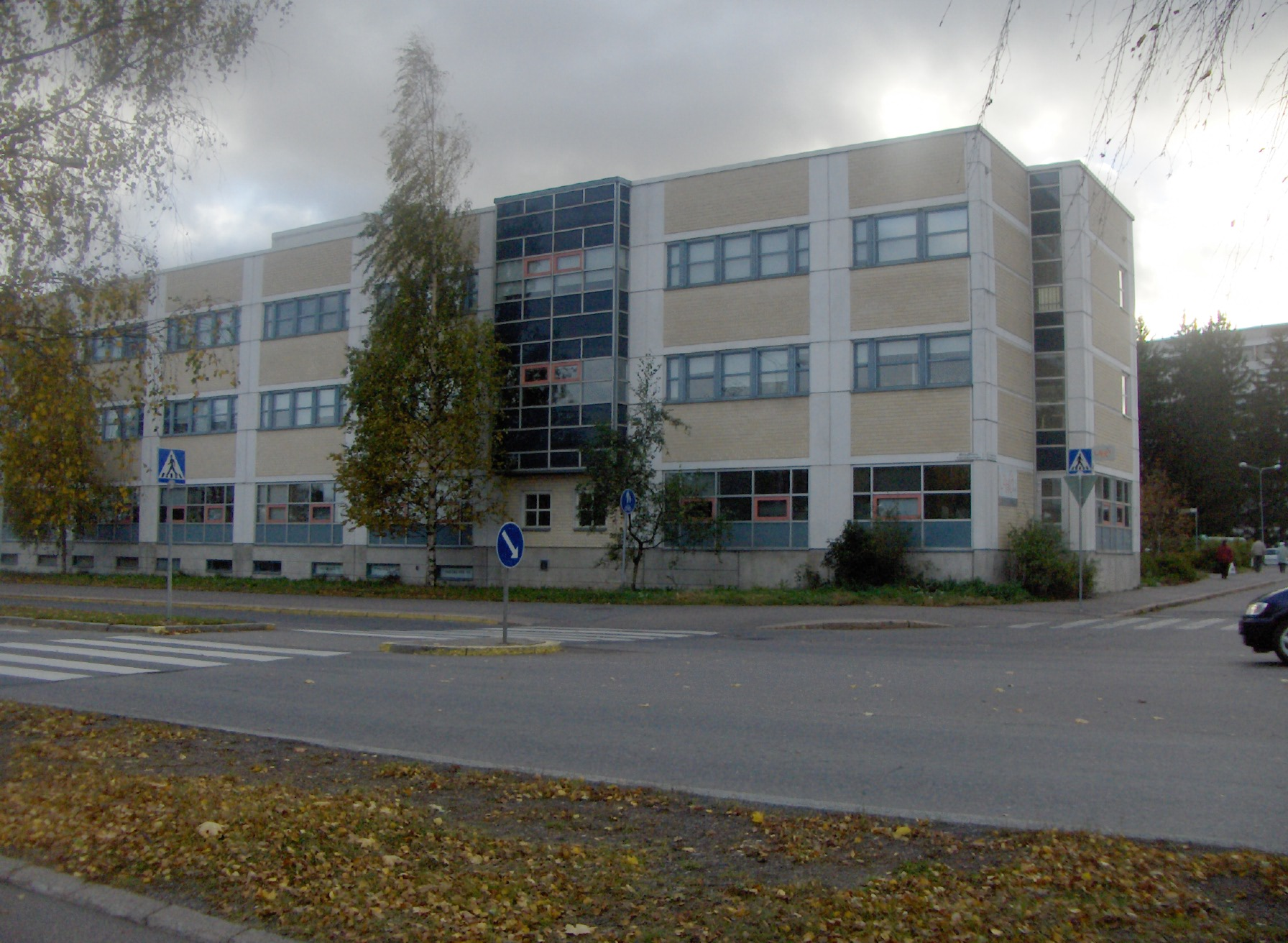
La rue Myllypurontie à Myllypuro, octobre 2005.
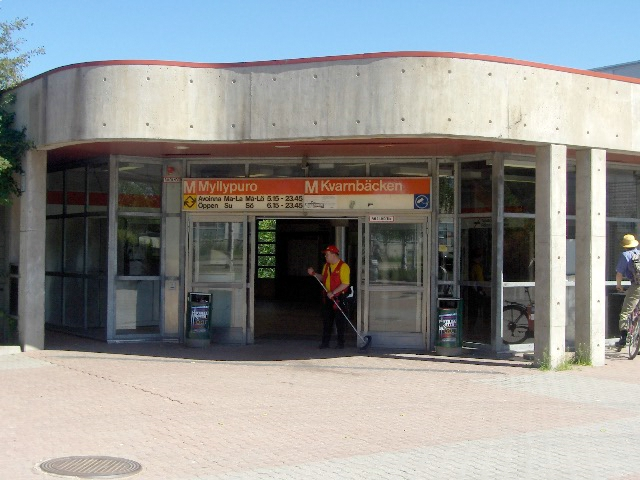
Station de métro de Myllypuro.
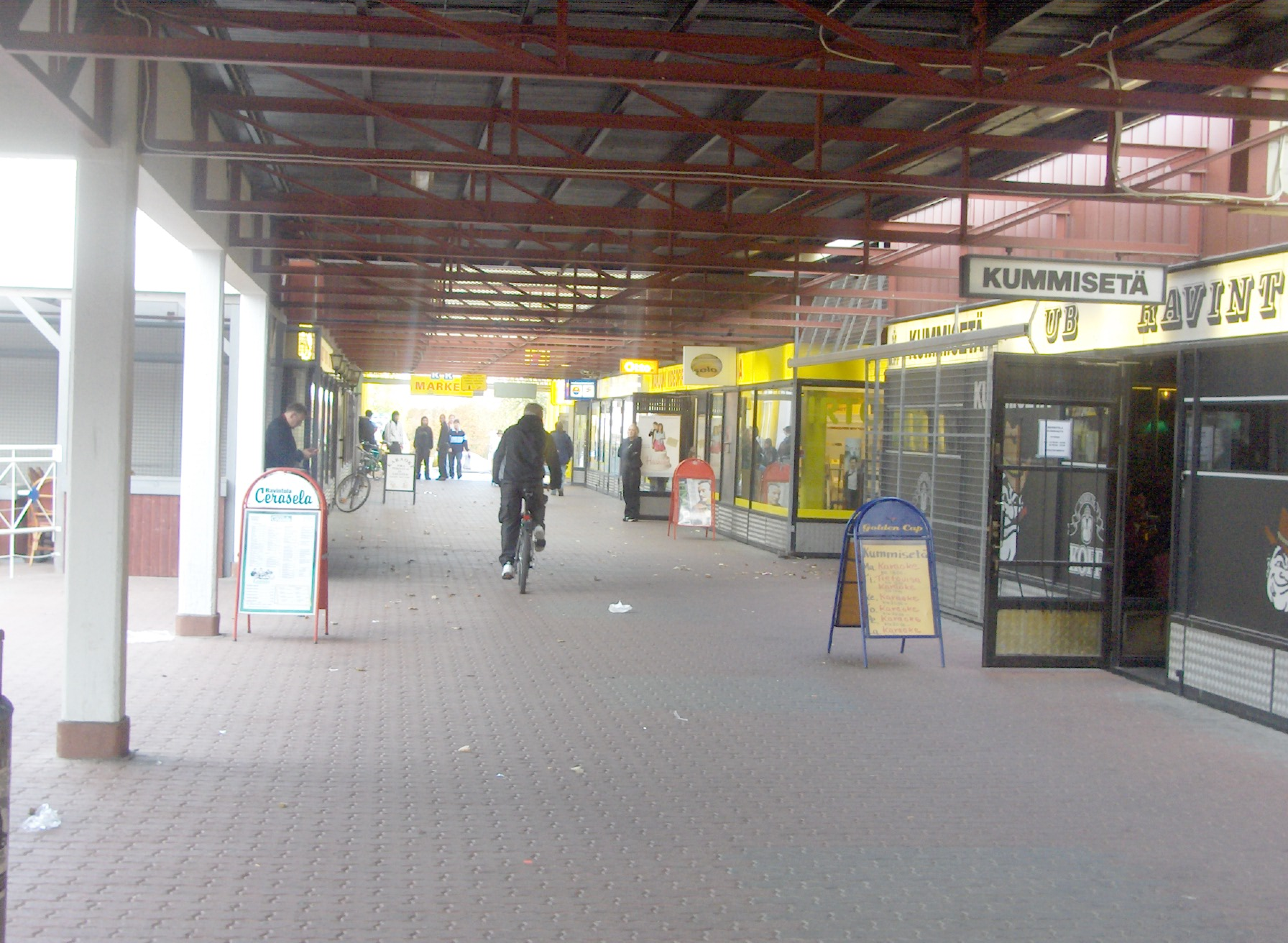
Centre commercial Ostari.
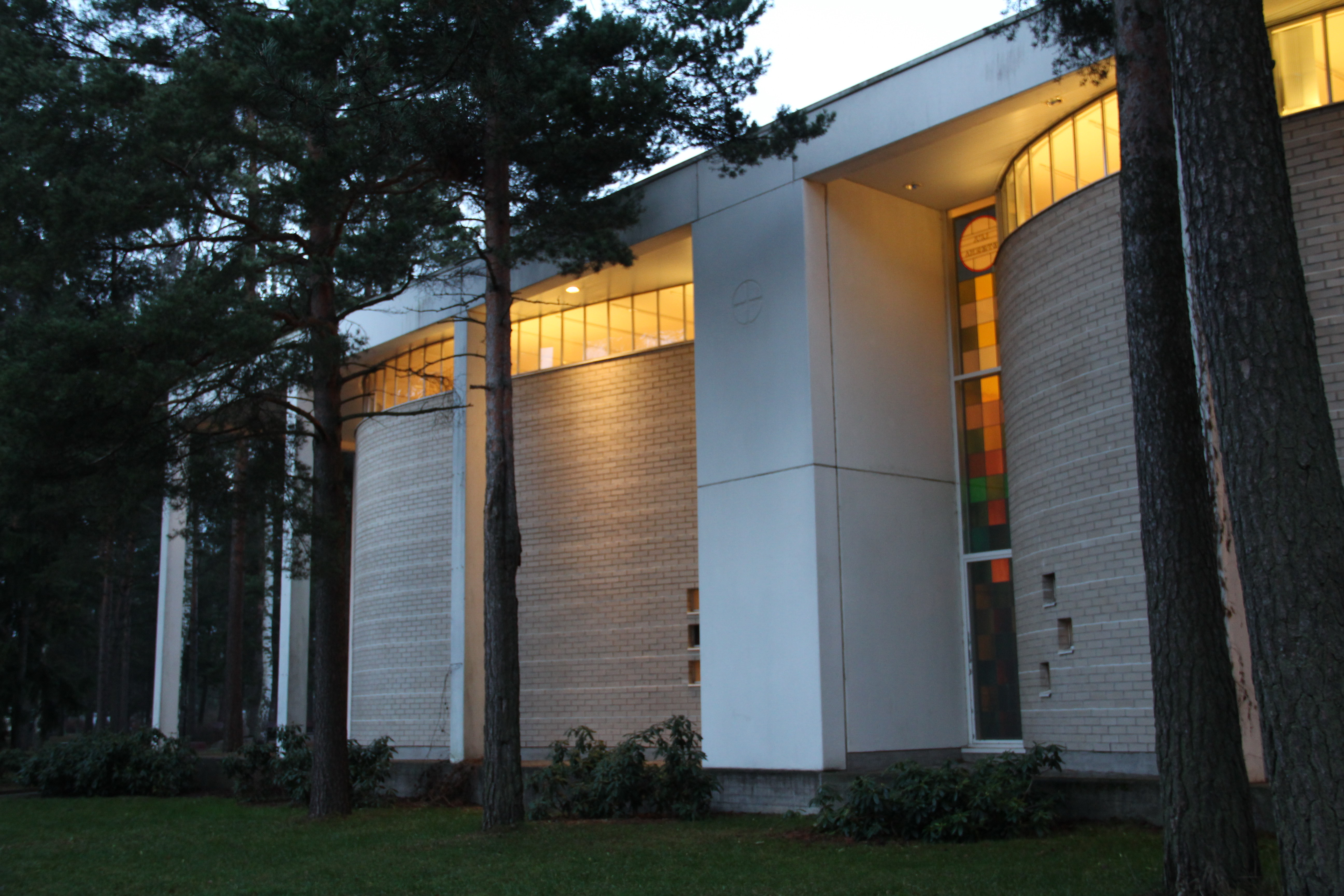
Église de Myllypuro
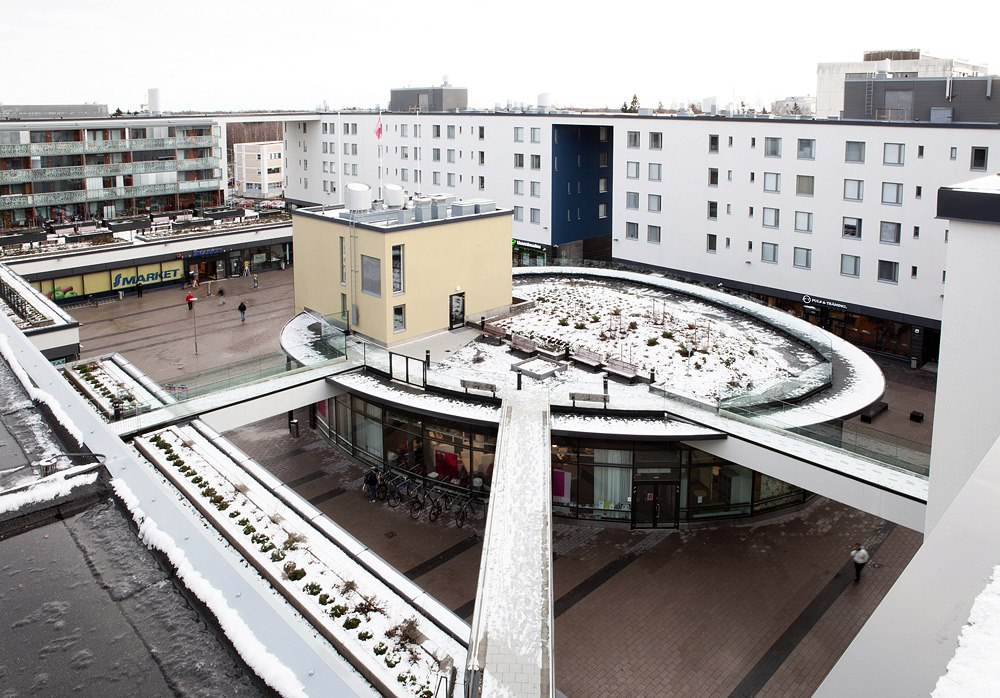
Médiathèque de Myllypuro